# Maria Cândida Parreira
Artykuł ten został zgłoszony do umieszczenia na stronie głównej w rubryce „Czy wiesz”.
Pomóż nam go sprawdzić: oceń zgłoszoną nominację.
Maria Cândida Bragança Parreira (ur. 16 stycznia 1877 w Lizbonie, zm. 28 lipca 1942 tamże) – portugalska prawniczka, pisarka i polityczka. Jedna z trzech pierwszych kobiet (wspólnie z Domitillą Hormizindą Mirandą de Carvalho oraz Marią Baptistą dos Santos Guardiolą) wybranych do Zgromadzenia Republiki, w którym zasiadała od stycznia 1935 roku do listopada 1938 roku.

## Życiorys

### Młodość, edukacja i kariera zawodowa
Parreira urodziła się 16 stycznia 1877 w Lizbonie, stolicy Portugalii. W 1919 roku ukończyła studia prawnicze na Uniwersytecie Lizbońskim.

### Działalność polityczna
Na zaproszenie António de Oliveira Salazara, dyktatora Portugalii, odpowiadała za stworzenie listy kandydatów Unii Narodowej w wyborach parlamentarnych w Portugalii w 1934 roku  do Zgromadzenia Republiki. Pracując nad listą wysunęła swoją kandydaturę w wyborach. W grudniu 1934 roku uzyskała mandat do Zgromadzenia, wraz z dwoma innymi kobietami (Domitilla Hormizinda Miranda de Carvalho i Maria Baptista dos Santos Guardiola). Zostały pierwszymi kobietami wybranymi do parlamentu Portugalii w historii kraju. Mandat objęła 11 stycznia 1935 roku. W Zgromadzeniu zasiadała do listopada 1938 roku.

### Życie prywatne, pozostała działalność i śmierć
Była poetką i pisarką, tworzyła scenariusze do sztuk teatralnych. Jedna z jej sztuk, O Sarau dos Românticos, była rozgrywana w 1916 na deskach Teatro Politeama w Lizbonie.
Była singielką. Określała siebie jako katoliczkę, apostolską, rzymską i praktykującą, twierdząc, że nie rozumie kobiet, które nimi nie są. Zmarła 28 lipca 1942 w Lizbonie.